# Ramskapelle (Nieuwpoort)
Ramskapelle (fr. Ramscapelle, Rams-Capelle) – dzielnica (deelgemeente) miasta Nieuwpoort w Belgii, w Regionie Flamandzkim, w prowincji Flandria Zachodnia, w okręgu Veurne. 1 stycznia 2020 roku liczyła 562 mieszkańców. Do 31 grudnia 1970 samodzielna gmina. 

## Demografia
Liczba mieszkańców, stan na 1 stycznia:
| Rok                | 1930 | 1961 | 2020 |
| ------------------ | ---- | ---- | ---- |
| Liczba mieszkańców | 814  | 708  | 562  |